# اتركها للجنة (فلم)
اتركها للجنة  (بالإنجليزية: Leave Her to Heaven) هو فيلم دراما أُصدر في الولايات المتحدة وصدر في سنة 1945.

## ترشيحات وجوائز
| السنة | الحدث  | الفئة              | النتيجة |
| ----- | ------ | ------------------ | ------- |
|       | أوسكار | أفضل تصوير سينمائي | فوز     |

## الميزانية والإيرادات
حقق أرباحا تقدر بـ 8.2 مليون دولار، (rentals).

## وصلات خارجية
- مقالات تستعمل روابط فنية بلا صلة مع ويكي بيانات